# We Own the Night
We Own the Night is een Amerikaanse misdaadfilm uit 2007 onder regie van James Gray, die het verhaal zelf schreef.

## Verhaal
Bobby Green is de populaire manager van nachtclub El Caribe. Hij geniet van het goede leven en heeft zijn familie de rug toegekeerd. Hij heeft weinig tegen ze, maar ook niets met zijn familieleden. Hij heeft zijn achternaam veranderd van Grusinsky in Green en gebroken met de familietraditie om bij de New Yorkse politie te dienen. Voor Green is het elke avond feest in zijn nachtclub met zijn Portoricaanse vriendin Amada Juarez.
Het is op dat moment 1988 en de situatie dreigt te escaleren binnen de New Yorkse drugshandel. Green rekent topman Vadim Nezhinski van de Russische maffia tot zijn clientèle, terwijl zijn vader Albert en broer Joe verwoed op de Rus jagen. Nezhinksi is in de zaak wanneer Joe op een avond onverwacht een inval doet, maar die kan Nezhinski op dat moment niets maken. Wanneer Joe 's avonds thuis uit zijn auto stapt, reageert de Russische maffia door een moordaanslag op hem te plegen die hij maar net overleeft.
In de nachtclub wordt Green vervolgens benaderd door Nezhinski, die geen idee heeft dat hij de broer is van de neergeschoten politieman. De Rus heeft plannen om zijn drugsorganisatie fors uit te breiden de komende tijd en vraagt of Green zich aan wil sluiten. Nezshinski heeft bovendien een rijtje namen van politiemensen die zijn organisatie uit de weg wil ruimen, met Greens vader bovenaan de lijst. Green kan op dat moment niet langer tussen de twee uitersten laveren, maar móét kiezen aan welke kant hij wil staan.

## Rolverdeling
- Joaquin Phoenix: Robert 'Bobby' Green
- Mark Wahlberg: Joseph 'Joe' Grusinsky
- Robert Duvall: Albert 'Burt' Grusinsky
- Eva Mendes: Amada Juarez
- Alex Veadov: Vadim Nezhinski
- Dominic Colon: Freddie
- Danny Hoch: Jumbo Falsetti
- Oleg Taktarov: Pavel Lubyarsky
- Moni Moshonov: Marat Buzhayev
- Antoni Corone: Michael Solo
- Craig Walker: Russell De Keifer
- Tony Musante: Jack Shapiro
- Joe D'Onofrio: Bloodied Patron
- Yelena Solovey: Kalina Buzhayev
- Maggie Kiley: Sandra Grusinsky

## Prijzen
We Own the Night werd genomineerd voor de volgende filmprijzen:
- Gouden Palm
- César Award
- Teen Choice Award (Wahlberg)
- Visual Effects Society Award